# 休閒活動

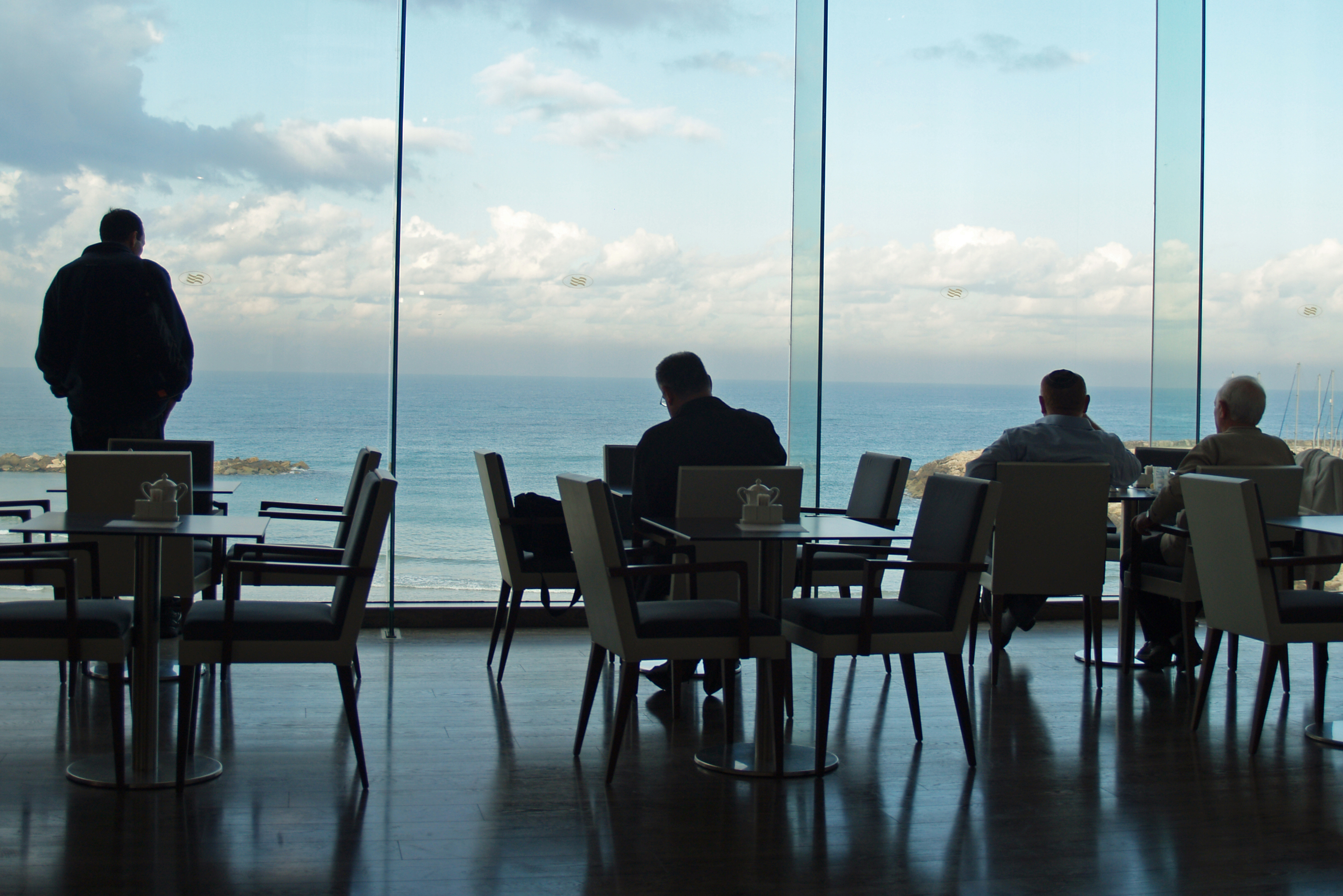
陽明山的一間休閒飯店

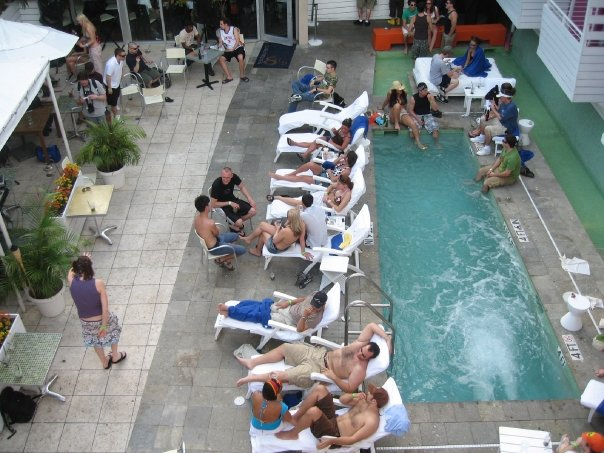
度假中心

休閒活動（英語：Leisure activities），又稱作康樂或消遣，一種在餘暇時進行的活動。通常進行消遣的動機是為了自己的快樂，而不是為了工作或一些正式的理由。在閒暇時會尋找消遣活動，被認為是一種人類的天性。

## 定義
休閒活動的狹義定義為「於工作之外，於可自由運用的時間與金錢下，自主選擇，並可獲得健康愉悅的體驗從事的活動。」而廣義定義則為：「生活中為獲得健康、愉悅而主動積極的活動。」近現代之後，所謂消遣（recreation）活動都強調親近自然環境及體育活動。不過，就廣義而言，只要是能提供健康愉悅生活經驗者，都可稱為休閒。兩者最大不同，在於後者不強調休閒活動必須於工作之餘才能舉行參與。